# École, Savoie
École är en kommun i departementet Savoie i regionen Auvergne-Rhône-Alpes i sydöstra Frankrike. Kommunen ligger i kantonen Le Châtelard som tillhör arrondissementet Chambéry. År 2022 hade École 307 invånare.

## Befolkningsutveckling
Antalet invånare i kommunen École
| Referens: INSEE |